# Корфантув (гміна)
Гміна Корфантув (пол. Gmina Korfantów) — місько-сільська гміна у південно-західній Польщі. Належить до Ниського повіту Опольського воєводства.
Станом на 31 грудня 2011 у гміні проживало 9284 особи.

## Площа
Згідно з даними за 2007 рік площа гміни становила 179.78 км², у тому числі:
- орні землі: 69.00%
- ліси: 23.00%

Таким чином, площа гміни становить 14.69% площі повіту.

## Населення
Станом на 31 грудня 2011:
| Опис     | Загалом | Загалом | Чоловіки | Чоловіки | Жінки | Жінки |
| -------- | ------- | ------- | -------- | -------- | ----- | ----- |
| одиниця  | осіб    | %       | осіб     | %        | осіб  | %     |
| все      | 9284    | 100     | 4575     | 49.28    | 4709  | 50.72 |
| міське   | 1922    | 100     | 906      | 47.14    | 1016  | 52.86 |
| сільське | 7362    | 100     | 3669     | 49.84    | 3693  | 50.16 |

## Сусідні гміни
Гміна Корфантув межує з такими гмінами: Біла, Ламбіновіце, Ниса, Прудник, Прушкув, Туловіце.